# Kościół Unitariański na Węgrzech
Kościół Unitariański na Węgrzech (węg. Magyarországi Unitárius Egyház) – jeden z Kościołów protestanckich na Węgrzech, zrzeszający około 25 000 wiernych. Należy do ICUU (Międzynarodowej Rady Unitarian i Uniwersalistów).

## Historia
Myśl unitariańską w nowożytnych Węgrzech zapoczątkował Ferenc Dávid, kalwiński pastor, od 1555 roku biskup Siedmiogrodu, a od 1564 kaznodzieja księcia Jana Zygmunta Zápolyi. Pod wpływem lektury Biblii zwątpił on w dogmat o Trójcy Świętej. Za jego sprawą w 1566 roku synod Kościoła kalwińskiego uznał Skład Apostolski za jedyne wyznanie wiary.
Unitarianizm mógł się swobodnie rozwijać dzięki wprowadzonej podczas siedmiogrodzkiego sejmu w 1568 roku tolerancji religijnej. Ponieważ cieszył się poparciem księcia czynił znaczne postępy i był na dobrej drodze, by zastąpić kalwinizm. Koniec dynamicznego rozwoju nastąpił po śmierci Jana Zápolyi w 1571 roku gdy unitarianie mieli już 400 parafii. Wtedy to władzę w Siedmiogrodzie przejął Stefan Batory, późniejszy król Polski, zagorzały katolik. Pozbawił on unitarian drukarni oraz usnął ich z dworu. Choć odebrał on unitarianom przywileje to ich nie prześladował. Stanowczo zakazał jednak „innowacji religijnych”.
W 1576 roku Ferenc Dávid został wybrany na biskupa unitarian. Wtedy też podważył sens modlitw do Jezusa. Jego przeciwnicy uznali to za „innowację religijną” i doprowadzili do skazania go na dożywotnie więzienie w 1579 roku, gdzie, jeszcze w tym samym roku, zmarł. Synod Kościoła unitariańskiego był zmuszony do uznania boskości Chrystusa.
Szykanować unitarian zaczęto w XVII wieku, gdy władzę w kraju objęli kalwini. Unitarian podejrzewano o powiązania z sabbatarianami, którzy głosili powrót do zasad judaizmu i odrzucali Nowy Testament, i zażądano delegalizacji wyznania. Ostatecznie unitarianizm pozostał dozwolony, ale Kościołowi nakazywano wzywanie Jezusa w modlitwach i chrzest „w imię Ojca i Syna i Ducha Świętego”. Unitarianom zakazywano też publikacji, odbierano kościoły, a ostatecznie odebrano im miejsca w sejmie.
W 1692 roku władzę objęli Habsburgowie. Choć obiecywali respektować wolność wyznania to wspierali katolicyzm. Unitarianom odbierano szkoły i kościoły, tak, że do końca XVIII wieku, gdy zagwarantowano tolerancję, dotrwało zaledwie 32 tysiące unitarian, zwłaszcza wśród chłopów i drobnomieszczaństwa.
XIX wiek to okres odradzania się unitarianizmu. Ważną rolę odegrała tu pomoc finansowa unitarian z Wielkiej Brytanii i Stanów Zjednoczonych. Kościół zdobywał wiernych nie tylko w Siedmiogrodzie, ale także na pozostałym obszarze Węgier, tak, że w 1876 roku założono pierwszą parafię w Budapeszcie.
Trudne dla unitarianizmu okazało się oddzielenie Siedmiogrodu od Węgier. W 1949 roku Kościół musiał podzielić się na Kościół Unitariański na Węgrzech i Unitariański Kościół Siedmiogrodu. Władze komunistyczne prześladowały mniejszość węgierską w Rumunii, a więc i unitarian, a pewne napięcia zostały do dziś.

## Doktryna Kościoła Unitariańskiego na Węgrzech
Unitarianie wierzą w:
- Jednego Boga pojmowanego osobowo jako istotę duchową, stworzyciela świata.
- To, że ludzie są dziećmi Bożymi, a Bóg obdarzył ich rozumem i wolną wolą.
- Miłość Boga do każdego człowieka.
- W posłannictwo Jezusa jako ukochanego syna Bożego i znaczenie jego nauk.
- W to, że Biblia jest natchniona przez Boga i zawiera jego nauki, ale jest spisana przez ludzi więc może być omylna. Kościół pojmuję Biblię jako wskazówki dotyczące religii, nie uważa jej za nieomylne źródło historyczne czy przyrodnicze.
- W życie wieczne, przy czym unitarianie nie uważają, że tylko jedna religia prowadzi do zbawienia.
- Duch Święty to działalność Boga wśród ludzi.

Nie uznają natomiast boskości Chrystusa i zjawiska Trójcy Świętej.
Kościół uznaje dwa sakramenty:
- Chrzest – udzielany niemowlętom
- Wieczerzę Pańska – odprawianą cztery razy do roku jako pamiątkę śmierci Chrystusa

Poza tym odprawia takie ceremonia jak:
- Ślub
- Pogrzeb
- Konfirmacja – odpowiednik bierzmowania

Główne święta to:
- Boże Narodzenie
- Wielkanoc
- Zesłanie Ducha Świętego
- Dożynki – urządzane w ostatnią niedzielę września jako dziękczynienie Bogu za zbiory.

Podczas tych świąt odprawia się Wieczerzę Pańską.

## Liturgia
Nabożeństwa odprawiane są w każdą niedzielę, rano i wieczorem, w języku węgierskim. Składają się z czytań z Pisma Świętego, śpiewów i kazania. W wiejskich parafiach codziennie odmawiane są krótkie modlitwy.

## Administracja Kościoła
Główną władzę w Kościele pełni synod zbierający się co cztery lata. Na jego czele stoi biskup. Zarząd pełni, wybierany podczas zebrania synodu, Wielki Konsystorz składający się z biskupa, kilku duchownych oraz kilku świeckich członków Kościoła.
Kościół dzieli się na 12 parafii i 21 wspólnot (filiałów). Siedziba znajduje się w Budapeszcie, gdzie istnieją dwie parafie.